# Serie del Caribe 2015
La Serie del Caribe 2015 fue la 57.ª edición del clásico caribeño, un evento deportivo de béisbol profesional, que se disputó en el Estadio Hiram Bithorn de San Juan, Puerto Rico. Esta serie reunió a los equipos de béisbol profesional campeones de los países que integran la Confederación del Caribe: Cuba, México, Puerto Rico, República Dominicana y Venezuela. 
Se desarrolló entre el 2 y el 8 de febrero de 2015. Fue ganada por Vegueros de Pinar del Río por primera vez en la historia del evento, en lo que era el primer título de un equipo cubano desde la Serie del Caribe 1960, cuando en esa oportunidad se realizó en Panamá y la edición la ganó invicto los Elefantes de Cienfuegos, equipo de la antigua liga profesional cubana.

## Estadio
Para los partidos oficiales, semifinales y final, se utilizó el Estadio Hiram Bithorn con capacidad para 18 264 espectadores y que está ubicado en la ciudad de San Juan, Puerto Rico.

## Formato del torneo
Los equipos se enfrentaron en un formato de todos contra todos a una sola ronda. Los 4 equipos con más juegos ganados disputaron las semifinales (1.º contra 4.º, y 2.º contra 3.º) en las que los ganadores jugaron la final para decidir el campeón del torneo.

## Equipos participantes
| País                 | Equipo                    | Liga/vía de clasificación                                                      |
| -------------------- | ------------------------- | ------------------------------------------------------------------------------ |
| Cuba                 | Vegueros de Pinar del Río | Campeón de la Serie Nacional de Béisbol (2013/14)                              |
| México               | Tomateros de Culiacán     | Campeón de la Liga Mexicana del Pacífico (2014/15)                             |
| Puerto Rico          | Cangrejeros de Santurce   | Campeón de la Liga de Béisbol Profesional Roberto Clemente (2014/15)           |
| República Dominicana | Gigantes del Cibao        | Campeón de la Liga de Béisbol Profesional de la República Dominicana (2014-15) |
| Venezuela            | Caribes de Anzoátegui     | Campeón de la Liga Venezolana de Béisbol Profesional (2014-15)                 |

## Ronda preliminar

### Posiciones
| Pos | Equipo                    | J | G | P | Ave.  | VTJ | CA | CP | DC | H-H |
| --- | ------------------------- | - | - | - | ----- | --- | -- | -- | -- | --- |
| 1   | Caribes de Anzoátegui     | 4 | 4 | 0 | 1.000 | 0   | 21 | 11 | 10 | 0-0 |
| 2   | Gigantes del Cibao        | 4 | 2 | 2 | .500  | 2   | 16 | 12 | 4  | 1-0 |
| 3   | Tomateros de Culiacán     | 4 | 2 | 2 | .500  | 2   | 9  | 10 | -1 | 0-1 |
| 4   | Vegueros de Pinar del Río | 4 | 1 | 3 | .250  | 3   | 7  | 16 | -9 | 1-0 |
| 5   | Cangrejeros de Santurce   | 4 | 1 | 3 | .250  | 3   | 9  | 13 | -4 | 0-1 |

Glosario:
- J: Jugados
- G: Ganados
- P: Perdidos
- Ave: Promedio del Equipo
- VTJ: Ventaja
- CA: Carreras Anotadas
- CP: Carreras Permitidas
- DC: Diferencia de Carreras
- H-H: Head-To-Head (Racha entre dos equipos específicos. Se usa como criterio de desempate)

#### Clasificación para la segunda fase
| – | Clasificados a las semifinales. |
| – | Equipo Eliminado.               |

- Hora local UTC−4:00 (aplicado para Puerto Rico).

| Fecha        | Hora  | Visita                    | Resultado | Local                     | Estadio       |
| ------------ | ----- | ------------------------- | --------- | ------------------------- | ------------- |
| 2 de febrero | 13:05 | Vegueros de Pinar del Río | 1-2       | Tomateros de Culiacán     | Hiram Bithorn |
| 2 de febrero | 19:30 | Caribes de Anzoátegui     | 5-2       | Cangrejeros de Santurce   | Hiram Bithorn |
| 3 de febrero | 13:05 | Vegueros de Pinar del Río | 1-6       | Gigantes del Cibao        | Hiram Bithorn |
| 3 de febrero | 19:30 | Cangrejeros de Santurce   | 2-3       | Tomateros de Culiacán     | Hiram Bithorn |
| 4 de febrero | 13:05 | Gigantes del Cibao        | 5-6       | Caribes de Anzoátegui     | Hiram Bithorn |
| 4 de febrero | 19:30 | Cangrejeros de Santurce   | 2-3 (10)  | Vegueros de Pinar del Río | Hiram Bithorn |
| 5 de febrero | 13:05 | Caribes de Anzoátegui     | 6-2       | Vegueros de Pinar del Río | Hiram Bithorn |
| 5 de febrero | 19:30 | Tomateros de Culiacán     | 2-3       | Gigantes del Cibao        | Hiram Bithorn |
| 6 de febrero | 13:05 | Tomateros de Culiacán     | 2-4       | Caribes de Anzoátegui     | Hiram Bithorn |
| 6 de febrero | 19:30 | Gigantes del Cibao        | 2-3       | Cangrejeros de Santurce   | Hiram Bithorn |

## Fase eliminatoria
|  | Semifinales | Semifinales               | Semifinales               |                           |                       | Final                 | Final | Final |  |
|  |             |                           |                           |                           |                       |                       |       |       |  |
|  |             |                           |                           |                           |                       |                       |       |       |  |
|  | 1           | Tomateros de Culiacán     | 5                         |                           |                       |                       |       |       |  |
|  | 1           | Tomateros de Culiacán     | 5                         |                           |                       |                       |       |       |  |
|  | 4           | Gigantes del Cibao        | 4                         |                           |                       |                       |       |       |  |
|  | 4           | Gigantes del Cibao        | 4                         |                           | Tomateros de Culiacán | Tomateros de Culiacán | 2     |       |  |
|  |             |                           |                           |                           | Tomateros de Culiacán | Tomateros de Culiacán | 2     |       |  |
|  |             |                           | Vegueros de Pinar del Río | Vegueros de Pinar del Río | 3                     |                       |       |       |  |
|  | 3           | Vegueros de Pinar del Río | Vegueros de Pinar del Río | Vegueros de Pinar del Río | 3                     | 8                     |       |       |  |
|  | 3           | Vegueros de Pinar del Río |                           |                           |                       | 8                     |       |       |  |
|  | 2           | Caribes de Anzoátegui     | 4                         |                           |                       |                       |       |       |  |
|  | 2           | Caribes de Anzoátegui     | 4                         |                           |                       |                       |       |       |  |
|  |             |                           |                           |                           |                       |                       |       |       |  |

### Semifinales
| Fecha        | Hora  | Visita                   | Resultado | Local                 | Estadio       |
| ------------ | ----- | ------------------------ | --------- | --------------------- | ------------- |
| 7 de febrero | 13:05 | Tomateros de Culiacán    | 5-4       | Gigantes del Cibao    | Hiram Bithorn |
| 7 de febrero | 19:30 | Vegueros de Pinar de Río | 8-4       | Caribes de Anzoátegui | Hiram Bithorn |

### Final
| Fecha        | Hora  | Visita                    | Resultado | Local                 | Estadio       |
| ------------ | ----- | ------------------------- | --------- | --------------------- | ------------- |
| 8 de febrero | 17:30 | Vegueros de Pinar del Río | 3-2       | Tomateros de Culiacán | Hiram Bithorn |

## Campeón
| Bandera de Cuba                               |
| Campeón Vegueros de Pinar del Río 1.er título |

## Reconocimientos y premios
Los siguientes fueron los reconocimientos y premios entregados:
| Posición            | Jugador                      |
| ------------------- | ---------------------------- |
| Receptor            | Carlos Paulino (Gigantes)    |
| Primera base        | Balbino Fuenmayor (Caribes)  |
| Segunda base        | Yulieski Gourriel (Vegueros) |
| Tercera base        | Luis La O (Vegueros)         |
| Campocorto          | Héctor Gómez (Gigantes)      |
| Jardinero izquierdo | Leury García (Gigantes)      |
| Jardinero central   | Rico Noel (Tomateros)        |
| Jardinero derecho   | Elián Herrera (Gigantes)     |
| Lanzador abridor    | Terance Marín (Tomateros)    |
| Lanzador relevista  | Héctor Mendoza (Vegueros)    |
| Bateador designado  | Frederich Cepeda (Vegueros)  |
| Mánager             | Benjamín Gil (Tomateros)     |

| Premio              | Jugador |
| ------------------- | --- |
| MVP                 | Frederich Cepeda (Vegueros) |
| Promedio de bateo   | Leury García (Gigantes) con .615 |
| Hits                | Leury García (Gigantes) con 8 |
| Dobles              | Leury García (Gigantes) y Elián Herrera (Gigantes) con 2 |
| Triples             | Elían Herrera (Gigantes) Alexi Amarista (Caribes) Gorkys Hernández (Caribes) William Saavedra Valdés (Vegueros) con 1                                                                                                   |
| Cuadrangulares      | Balbino Fuenmayor (Vegueros) Willy García (Gigantes) Niuman Romero (Caribes) Enrique Hernández (Cangrejeros) Maikel Franco (Gigantes) Alexander Malleta (Vegueros) Luis Valdés (Vegueros) Oswaldo Arcia (Caribes) con 1 |
| Carreras impulsadas | Alexi Amarista (Caribes) con 5 |
| Carreras anotadas   | Rico Noel (Tomateros) y José Gil (Caribes) con 4 |
| Bases robadas       | Rico Noel (Tomateros) con 2 |
| Bases por bolas     | Reymond Fuentes (Cangrejeros) con 4 |
| Ganados             | Terance Marín (Tomateros) con 2 |
| Efectividad         | Parker Frazier (Gigantes) Rafael Pérez (Gigantes) Héctor Mendoza (Vegueros) Amílcar Gaxiola (Tomateros) Júnior Guerra (Caribes) Mario Santiago (Cangrejeros) con 0.00                                                   |
| Ponches             | César Valdez (Caribes) con 8 |

| Predecesor: Isla de Margarita, VEN 2014 | Serie del Caribe San Juan 2015 | Sucesor: Santo Domingo, DOM 2016 |